# Афанасьев, Денис Владимирович
Денис Владимирович Афанасьев (род. 28 августа 1979, Тольятти, Куйбышевская область) — российский хоккеист, нападающий.

## Биография
Воспитанник тольяттинского хоккея. В сезонах 1994/95 — 1999/2000 играл за «Ладу-2», проведя несколько матчей за «Ладу» в РХЛ. В дальнейшем выступал за клубы ЦСК ВВС (1999/2000, 2006/07 — 2007/08, 2012/13 — 2013/14), «Ижсталь» (1999/2000, 2001/02 — 2005/06, 2012/13), «Салават Юлаев» (1999/2000 — 7 матчей в Суперлиге), «Нефтяник» Лениногорск (2000/01), «Лада-2» (2000/01), «Кристалл» Саратов (2007/08), «Ариада-Акпарс» (2008/09), «Сокол» Новочебоксарск (2009/10), Зауралье (2009/10 — 2011/12).
Участник юниорского чемпионата Европы 1997 года.
Тренер в системе «Лады». Тренер команды МХЛ «Ладья» (2019—2023).